# Joan March Noguera
Joan March Noguera (Palma, 1949) és un farmacèutic i polític mallorquí del PSIB-PSOE.
Llicenciat en farmàcia en 1975. Va ser líder del Partit Socialista Popular a les Illes Balears al principi de la Transició. En fusionar-se aquest partit amb el PSOE l'any 1978, fou secretari d'organització, de propaganda, sotssecretari general i, entre 1991 i 1994, secretari general dels socialistes de les Illes. També fou diputat a les eleccions al Parlament de les Illes Balears de 1983 i 1987 renunciant al seu escó el 8 de setembre de 1987.
Actualment està retirat de la vida política i es dedica a la investigació sobre la història de la ciència: s'ha doctorat amb una tesi sobre Mossèn Alcover i la creació del llenguatge científic català modern. És membre del Grup d'Investigació d'Història de la Salut (GIHS) de l'Institut Universitari d'Investigació de Ciències de la Salut (IUNICS) de la UIB.